# Turbo (Band)
Turbo ist eine polnische Heavy- und Thrash-Metal-Band aus Posen, die im Jahr 1980 gegründet, 1992 aufgelöst und 1996 neu gegründet wurde.

## Geschichte

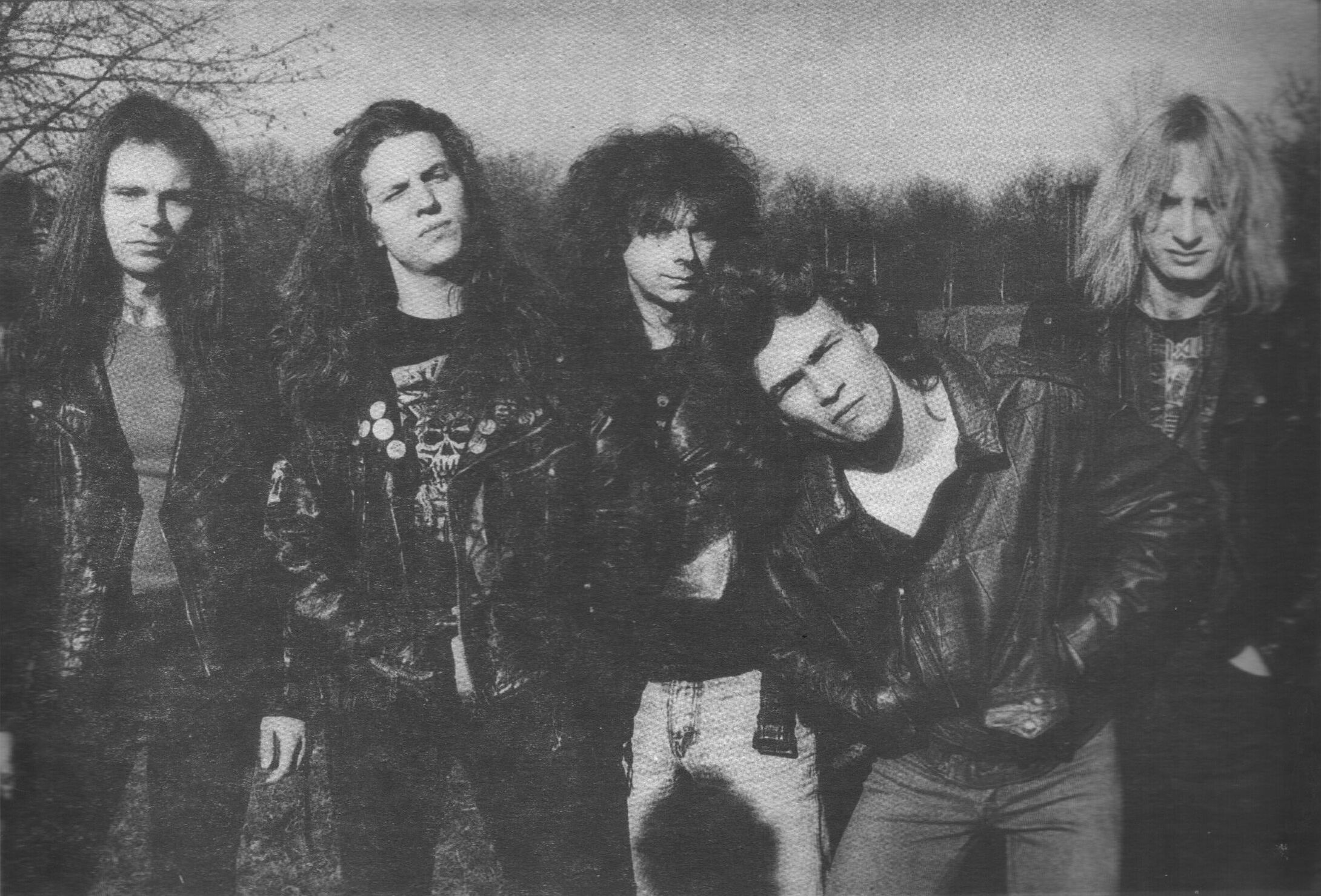
Turbo in den 1990er-Jahren

Die Band wurde im Januar 1980 von Bassist Henryk Tomczak gegründet. Kurze Zeit später kamen Gitarrist Wojciech Hoffmann, Schlagzeuger Wojciech Anioła und Sänger Wojciech Sowula zur Besetzung. Kurz darauf wurde eine Single mit den Liedern W środku tej nocy und Byłem z tobą tyle lat darauf veröffentlicht. Im November 1980 verließ der Sänger Sowula die Besetzung und wurde durch Piotr Krystek ersetzt. Es wurden weitere Titel aufgenommen, die auch im Radio gespielt wurden. Zudem folgte ein weiterer Besetzungswechsel: Bassist Tomczak verließ die Band und wurde durch den 16-jährigen Piotr Przybylski ersetzt. Andrzej Łysów kam als zweiter Gitarrist zur Band und als neuer Sänger kam Grzegorz Kupczyk in die Besetzung.
Im Jahr 1982 erschien das Debütalbum Dorosłe Dzieci. Der Veröffentlichung folgten einige Live-Auftritte. Der Posten des Schlagzeugers wechselte ständig und ging Marek Olszak über Ryszard Oleksy auf Przemysław Pahl über. Letzterer wurde durch Alan Sors ersetzt. Bassist Piotr Przybylski verließ ebenfalls die Band und wurde durch Bogusz Rutkiewicz ersetzt. Im Jahr 1985 wurde das nächste Album Smak Ciszy aufgenommen und veröffentlicht. Im Folgejahr erschien ein weiteres Album namens Kawaleria Szatana. Nach der Veröffentlichung erreichte die Band einen Vertrag mit Metal Mind Productions.
Im Jahr 1987 folgte die Aufnahme des Albums Ostatni Wojownik. Ein Jahr später wurde das Album als englische Version unter dem Namen Last Warrior in Europa veröffentlicht. Auf dem Album war Tomasz Goehs als neuer Schlagzeuger zu hören. Im Jahr 1988 erschien das Live-Album Alive!, auf dem zwei Konzerte, vom 30. Dezember 1986 und 3. März 1987 zu hören waren.
Im Jahr 1989 änderte sich die Besetzung erneut stark: Bogusz Rutkiewicz verließ die Band, Andrzej Łysów wechselte von der E-Gitarre zum Bass und Robert "Litza" Friedrich kam als neuer Gitarrist zur Band. Zusammen nahmen sie das Album Epidemie auf, das als englische später unter dem Namen Epidemic erschien. 1990 verließen Grzegorz Kupczyk und Andrzej Łysów die Band. Als neuer Bassist kam Tomasz Olszewski und als neuer Sänger Robert Friedrich zur Besetzung. Zusammen nahmen sie das Album Dead End auf. Nach der Veröffentlichung war die Band eine Zeit lang inaktiv. Im Jahr 1990 wurde eine Kompilation veröffentlicht, auf der Lieder von 1980 bis 1990 zu hören waren.
Wojciech Hoffman versuchte im Jahr 1991 die wiederzubeleben. Das Album One Way wurde veröffentlicht, das jedoch nur auf Kassette veröffentlicht wurde. Die Veröffentlichung erwies sich als finanzieller Verlust, wodurch sich die Band vorerst auflöste. Im Jahr 1992 erschien die Kompilation Titanic, auf der bisher unveröffentlichte Aufnahmen enthalten waren. Ein Jahr später erschien mit Dorosłe Dzieci i inne ballady eine Kompilation aller Balladen der Band.
Im Jahr 1995 spielte die Band einen Auftritt in Posen, wobei neben Wojciech Hoffmann, Grzegorz Kupczyk, Bogusz Rutkiewicz auch Gitarrist Marcin Białożyk und Schlagzeuger Szymon Ziomkowski zu hören waren. Durch den Erfolg des Konzertes wurde die Band offiziell am 1. Januar 1996 neu gegründet. Im Jahr 1997 erschien eine weitere Kompilation namens Intro 1982-1996. Im Jahr 1999 veröffentlichte Metal Mind die Diskografie der Band erneut. Es folgten einige Auftritte auf Festivals. Im Jahr 2000 erschien eine neu gemasterte Version von Titanic namens Remix '92.
Im Jahr 2001 erschien das Album Awatar. Die Besetzung bestand dabei aus Hoffmann, Kupczyk, Rutkiewicz und Schlagzeuger Mariusz Bobkowski. Im Jahr 2004 änderte sich die Besetzung erneut, sodass neben Wojciech Hoffmann, Grzegorz Kupczyk und Bogusz Rutkiewicz auch Schlagzeuger Tomek Krzyżaniak und Gitarrist Dominik Jokiel in der Band waren. Das Album Tożsamość erschien im selben Jahr. In den Folgejahren pausierte die Band und die Mitglieder gingen anderen Projekten nach. Im März und April 2007 fand eine Tour zusammen mit Chainsaw statt. Im Jahr 2009 erschien das Album Stražnik Šwiatła.

## Stil

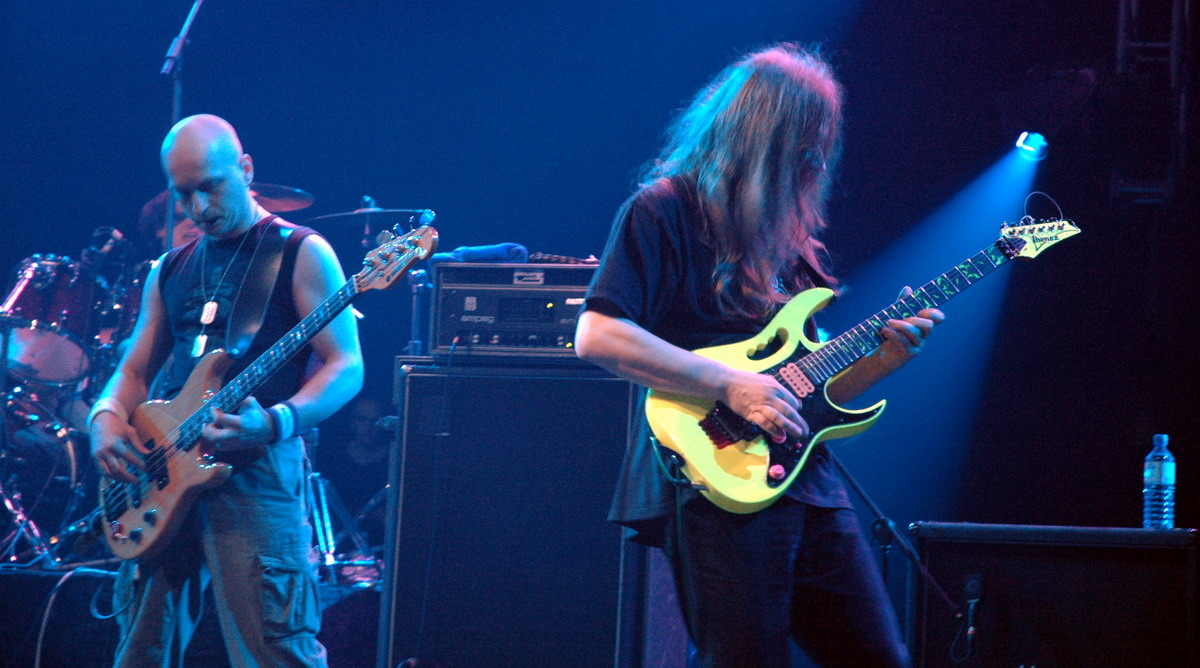
Turbo auf dem polnischen Metalmania-Festival im Jahr 2005

Zum Anfang ihrer Karriere spielte die Band eher klassischen Heavy Metal. Die Musik entwickelte sich im Verlauf der Karriere zu klassischem, schnell gespielten Thrash Metal, wobei auch vereinzelt klanglich Parallelen zum Black Metal gezogen werden. Die Gruppe wird mit anderen Bands des Genres wie Desaster und der schwedischen Band Bewitched verglichen.

## Diskografie
- W środku tej nocy / Byłem z tobą tyle lat (Single, 1980, Tonpress Records)
- Dorosłe Dzieci (Album, 1982, Polton Records)
- Smak Ciszy (Album, 1985, Klub Płytowy Razem)
- Kawaleria Szatana (Album, 1986, Pronit Records)
- Ostatni Wojownik (Album, 1987, Pronit Records)
- Alive! (Livealbum, 1988, Polton Records)
- Last Warrior (Album, 1988, Noise Records)
- Epidemie (Album, 1989, MUZA Polskie Nagrania)
- Dead End (Album, 1990, Under One Flag)
- 1980-1990 (Kompilation, 1990, Tonpress Records)
- One Way (Album, 1992, Carnage Records)
- Titanic (Kompilation, 1992, Polton Records)
- Dorosłe Dzieci i Inne Ballady (Kompilation, 1994, Dża Dża Records)
- Intro 1982-1986 (Kompilation, 1998, Koart Records)
- Remix '92 (Kompilation, 2000, MTJ Agencja Artystyczna)
- Awatar (Album, 2001, Metal Mind Productions)
- Tożsamość (Album, 2004, Metal Mind Productions)
- The History 1980-2005 (DVD, 2006, Metal Mind Productions)
- Identity (Album, 2006, TBC Records)
- Szalony Ikar - wersja radiowa (singiel promocyjny) (Single, 2008, PFC Multimedia)
- Anthology 1980-2008 (Box-Set, 2008, Metal Mind Productions)
- Strażnik światła (Album, 2009, Metal Mind Productions)
- Piąty żywioł (Album, 2013, Metal Mind Productions)
- Greatest Hits (Forty Years After) (2020)
- W środku tej ciszy - XI wielkopolskie rytmy młodych Jarocin 1980 (Livealbum, 2024)
- Blizny (2025)